# Endomia longicornis
Endomia longicornis is een keversoort uit de familie snoerhalskevers (Anthicidae). De wetenschappelijke naam van de soort is voor het eerst geldig gepubliceerd in 1957 door Pic & Hawkins.